# Cleopatra (film din 1999)
Cleopatra este un film din 1999, regizat de Franc Roddman.

## Povestea
Una dintre cele mai frumoase povești de dragoste din toate timpurile, în care voluptoasa și pătimașa Cleopatra își folosește senzualitatea pentru a-i seduce pe doi dintre cei mai mari conducători ai Imperiului Roman, Cezar și Marc Antoniu. Ea încearcă să-și salveze regatul și să-și protejeze fiul, dar pasiunea ei arzătoare o duce la pierzanie. Cleopatra este povestea celei de a VII-a regina a Egiptului, care dorește să își stabilizeze puterea, profitând și folosindu-se de tensiunile care sunt în cadrul Imperiului Roman. Într-o vizită de-a lui Caesar în Egipt, Cleopatra îl seduce pe Caesar și acesta începe o relație cu ea. După întoarcerea lui Caesar la Roma, acesta primește de veste că va fi tatăl unui copil de-al Cleopatrei. Imediat după naștere, Cleopatra vine, la rândul ei, în vizită la Roma pentru a-și dobândi locul alături de Caesar. Dar înainte ca acest lucru să se întâmple, Caesar este asasinat. Cleopatra părăsește Roma, care acum este fără conducător și dominată de haos. Dar Marc Antoniu, căsătorit cu Octavia, este de fapt îndrăgostit de frumoasa regină egipteană, pe care o urmărește până în Egipt, unde cei doi se căsătoresc. Observând vulnerabilitatea lui Antoniu, Octavian îl atacă și învinge forțele lui armate la Actium.

## Distribuția
- Leonor Varela -  Cleopatra
- Timothy Dalton- Julius Caesar
- Billy Zane - Marc Antoniu
- Rupert Graves - Octavius
- Sean Pertwee - Brutus
- Bruce Payne - Cassius
- David Schofield- Casca
- John Bowe - Rufio
- Art Malik- Olympos
- Nadim Sawalha - Mardian
- Owen Teale - Grattius
- Philip Quast - Cornelius
- Daragh O'Malley - Ahenobarbus
- Omid Djalili - Store Master
- Richard Armitage - Epiphanes
- Denis Quilley - Senator